# Carbonyldi-imidazool
1,1'-carbonyldi-imidazool of CDI is een organische verbinding. Ze bestaat uit een carbonylgroep die twee stikstofatomen van twee imidazoolringen verbindt. Bij kamertemperatuur is het een wit tot beige kristallijn poeder. Het wordt gebruikt als reagens in een aantal organische syntheses.

## Synthese
De meest gebruikte methode voor de bereiding van CDI is de reactie van fosgeen met vier equivalenten imidazool in een geschikt inert watervrij reactiemiddel, zoals benzeen en tetrahydrofuraan:
{\displaystyle \mathrm {4\ C_{3}H_{4}N_{2}\ +\ COCl_{2}\longrightarrow \ (C_{3}H_{3}N_{2})_{2}CO\ +\ 2\ C_{3}H_{3}N_{2}Cl} }
Als nevenproduct worden twee mol imidazoliumchloride gevormd per mol gevormd carbonyldi-imidazool. Dit nevenproduct kan afgescheiden worden (door filtratie) en met behulp van natriumhydroxide weer omgezet tot imidazool.
Een tweede synthesemethode gaat uit van trimethylchloorsilaan dat in een eerste stap reageert met imidazool tot 1-(trimethylsilyl)imidazool:
{\displaystyle \mathrm {C_{3}H_{4}N_{2}\ +\ (CH_{3})_{3}SiCl\longrightarrow \ C_{3}H_{3}N_{2}Si(CH_{3})_{3}\ +\ HCl} }
In een tweede stap wordt dit in reactie gebracht met fosgeen:
{\displaystyle \mathrm {2\ C_{3}H_{3}N_{2}Si(CH_{3})_{3}\ +\ COCl_{2}\longrightarrow \ (C_{3}H_{3}N_{2})_{2}CO\ +\ (CH_{3})_{3}SiCl} }
Trimethylchloorsilaan wordt dus herwonnen en kan hergebruikt worden. Deze syntheseroute is evenwel omslachtiger dan de eerste en verloopt trager. Bovendien is trimethylchloorsilaan gevoelig voor hydrolyse wat extra eisen stelt aan de apparatuur en reactieomstandigheden.

## Toepassingen
Carbonyldi-imidazool is een reagens dat vaak gebruikt wordt in organische syntheses voor de introductie van carbonylgroepen, onder meer in de synthese van carbonaten, ureumderivaten of urethanen. Ook wordt het gebruikt bij de koppeling van aminozuren tot polypeptiden.

## Toxicologie en veiligheid
Het bewaren en hanteren van carbonyldi-imidazool moet gebeuren zonder contact met de luchtvochtigheid. Het hydrolyseert in water tot imidazool en koolstofdioxide:
{\displaystyle \mathrm {(C_{3}H_{3}N_{2})_{2}CO\ +\ H_{2}O\longrightarrow \ 2\ C_{3}H_{4}N_{2}\ +\ CO_{2}} }
Carbonyldi-imidazool is irriterend voor ogen, huid en luchtwegen.
Carbonyldi-imidazool is niet opgenomen in de lijst van gevaarlijke stoffen van bijlage I bij de Europese Richtlijn 67/548/EEG.